# 坂田桂三
坂田 桂三（さかた けいぞう、1940年（昭和15年）1月4日 - 2012年（平成24年）11月6日）は、日本の法学者。専門は商法。日本大学名誉教授。日本大学法科大学院教授、日本大学常任幹事などを歴任。弁護士（東京弁護士会）。前中央選挙管理会委員長（2004年3月 - 2010年3月）。 資産評価政策学会理事。

## 略歴
- 1940年（昭和15年） 福島県出身。
- 1964年（昭和39年） 日本大学法学部法律学科卒業
- 1980年（昭和55年） 日本大学法学部教授
- 2006年（平成18年） 日本大学法学部長
- 2006年（平成18年） 日本大学法学部名誉教授
- 2009年（平成21年） 日本大学監事
- 2012年（平成24年） 
  - 日本大学常任監事
  - 11月6日、膵臓癌により永眠[1]。72歳歿。

## 著書
単著
- 『現代会社法』（中央経済社, 第4版, 1999年）
- （高梨公之監修）『法学要覧12』（評論社, 1977年）

共著
- （並木俊守）『会社法の判例』（税務経理協会, 1973年）
- 『現代会社法・証券取引法の展開 : 堀口亘先生退官記念』（経済法令研究会, 1993年）
- 『企業の社会的役割と商事法 : 田中誠二先生追悼論文集』（経済法令研究会, 1995年）
- （須藤英章編）『現代日本の法と政治 : 粕谷進先生古稀記念』（信山社［SBC学術文庫］, 2007年）

共編著
- （明石一秀・根田正樹）『改正商法の完全実務解説 : 14・15年改正と16年以降の改正動向』（財経詳報社, 2004年）
- （根田正樹）会社法の基礎知識（学陽書房, 2009年）